# Gerardus
Gerardus, död 1515 i Vadstena, var en tysk-svensk konstnär och lekbroder.
Gerardus omtalas i Vadstena klosters handlingar från 1487, då han blev lekbroder. Gerardus är mest känd för sin verksamhet vid tryckningen av heliga Birgittas Revelationes, under vilken tid han tillsammans med Petrus Ingemari 1491-92 vistades i Lübeck. Det antas, att Gerardus utförde träsnitten i den stora där tryckta upplagan.